# West Otago
West Otago ist die lokale Bezeichnung für einen Teil der Region von Otago auf der Südinsel von Neuseeland. West Otago ist keine offizielle geographische Bezeichnung.

## Geographie
Als West Otago wird der Teil von Otago bezeichnet, der südlich von Alexandra und nördlich der Blue Mountains, an der Grenze zur Region Southland liegt. Das Gebiet gehört administrativ zum Clutha District. West Otago besteht aus hügeligem Farmland und den bewaldeten Hügeln nahe dem Pomahaka River. Tapanui ist die größte Siedlung von West Otago.
Koordinaten: 45° 56′ 34,8″ S, 169° 15′ 39,6″ O